# Duque do Infantado
Duque do Infantado (em castelhano:  Duque del Infantado) é um título nobiliárquico da Nobreza da Espanha criado pelos Reis Católicos Fernando II de Aragão e Isabel I de Castela e concedido a Diego Hurtado de Mendoza y Figueroa, filho de Íñigo López de Mendoza, 1.º Marquês de Santillana.
Os duques do Infantado continuaram a ser uma família importante ao longo da história da Espanha. A família conta com sete cavaleiros da Ordem do Tosão de Ouro e um Presidente do Governo da Espanha (o 13º Duque).
Diego Hurtado de Mendoza ordenou a construção do Castelo Novo de Manzanares el Real. Mais tarde a sede dos Duques do Infantado mudou-se para o Palácio del Infantado em Guadalajara .

## Lista de titulares

### Casa de Mendoza
- Diego Hurtado de Mendoza, I Duque do Infantado (1415/7–1479).
- Íñigo López de Mendoza y Luna, II Duque do Infantado (1438–1500).
- Diego Hurtado de Mendoza, III Duque do Infantado (1461–1531), “El Grande”.
- Íñigo López de Mendoza, IV Duque do Infantado (1493–1566).
- Íñigo López de Mendoza y Mendoza, V Duque do Infantado (1566–1601), neto.

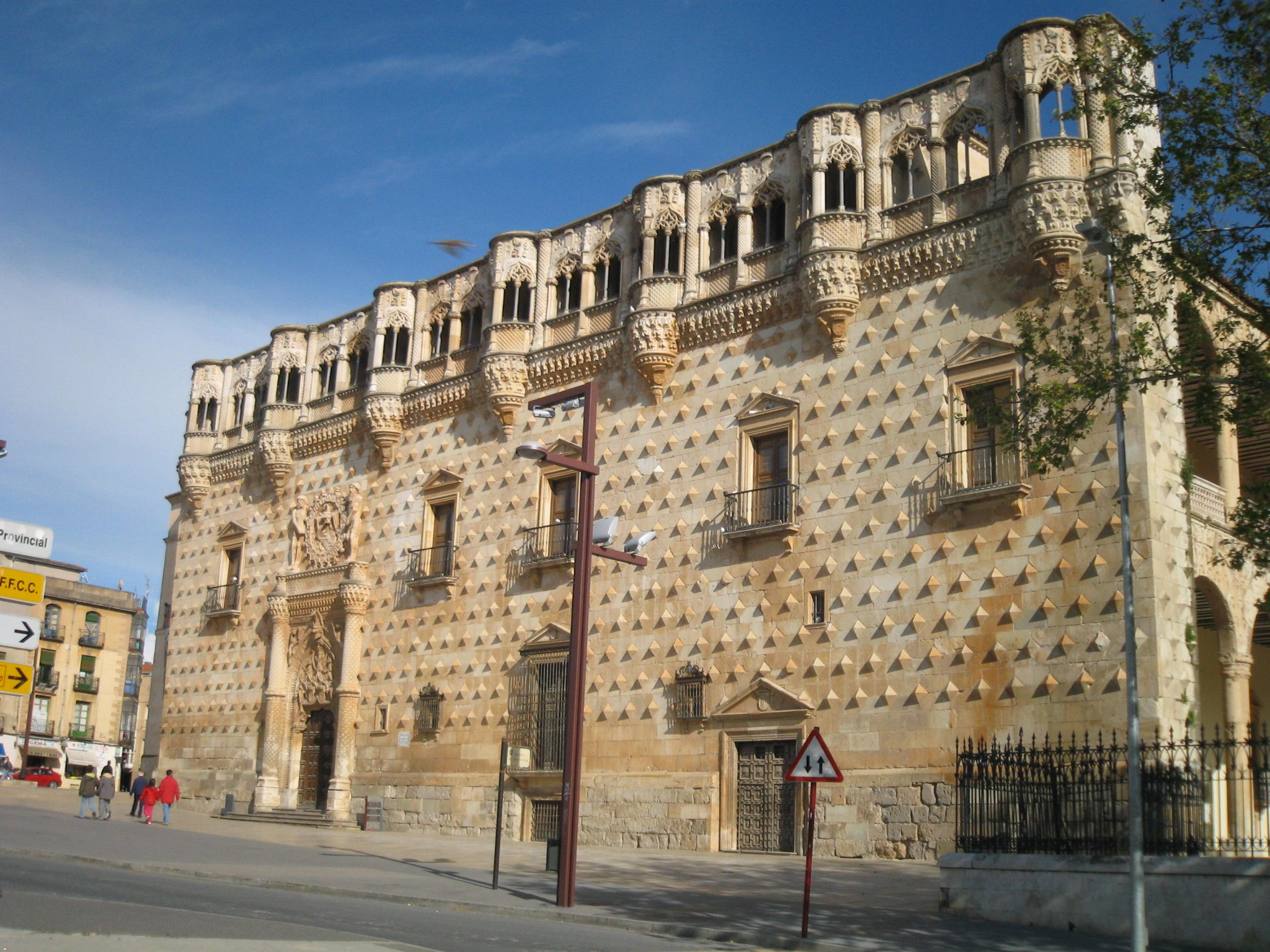
Palácio dos Duques do Infantado, em Guadalajara, Espanha

- Ana de Mendoza y Enríquez de Cabrera, VI Duquesa do Infantado (1554–1633), casou-se com Juán Hurtado de Mendoza de la Vega y Luna († 1624)
- Rodrigo Díaz de Vivar Gómez de Sandoval y Mendoza, VII Duque do Infantado (1614–1657), vice-rei da Sicília
- Catalina Gómez de Sandoval y Mendoza, VIII Duquesa do Infantado (1616–1686), casou-se com Rodrigo Díaz de Vivar de Silva y Mendoza, 4º Duque de Pastrana.
- Gregorio María de Silva y Mendoza, IX Duque do Infantado (1649–1693), 5º Duque de Pastrana, 7º Duque de Lerma.
- Juan de Dios de Silva y Mendoza y Haro, X Duque do Infantado (1672–1737), 6º Duque de Pastrana, 8º Duque de Lerma.
- María Francisca de Silva y Gutiérrez de los Ríos, XI Duquesa do Infantado (1737–1770), casou-se com o Marquês de Távara.

### Casa de Alba
- Pedro de Alcántara Álvarez de Toledo y Silva, XII Duque do Infantado (1729–1790).
- Pedro de Alcántara Álvarez de Toledo, XIII Duque do Infantado (1768–1841).

### Outras famílias
- Pedro de Alcántara Téllez-Girón y Beaufort Spontin, XIV Duque do Infantado (1810–1844).
- Mariano Téllez-Girón y Beaufort Spontin, XV Duque do Infantado (1814–1882)
- Andrés Avelino de Arteaga e Silva Carvajal e Téllez Girón, XVI Duque do Infantado (1833–1910)
- Joaquín de Arteaga y Echagüe Silva y Méndez de Vigo, XVII Duque do Infantado (1870–1947)
- Íñigo de Arteaga y Falguera, XVIII Duque do Infantado (1905–1997)
- Íñigo de Arteaga y Martín, XIX Duque do Infantado (1941–2018) [1]
- María de la Almudena de Arteaga y del Alcázar, XX Duquesa do Infantado (1967–) [2]

## links externos
- Biografias de todos os duques (em espanhol) Arquivado em 2018-09-14 no Wayback Machine  </link>